# Max Rogerys
 (avril 2010).
Si vous disposez d'ouvrages ou d'articles de référence ou si vous connaissez des sites web de qualité traitant du thème abordé ici, merci de compléter l'article en donnant les références utiles à sa vérifiabilité et en les liant à la section « Notes et références ».
Roger Jean-Baptiste Dreher dit Max Rogerys ou Rogerys, né le 30 avril 1901 dans le 4ème arrondissement de Paris et mort le 19 septembre 1976 à Vichy, est un acteur français.

## Filmographie
- 1938 : Barnabé de Alexandre Esway
- 1939 : Le jour se lève de Marcel Carné
- 1940 : Remorques de Jean Grémillon
- 1945 : Jeux de femmes de Maurice Cloche
- 1946 : Miroir de Raymond Lamy
- 1946 : Pas un mot à la reine mère de Maurice Cloche
- 1947 : Monsieur Vincent de Maurice Cloche
- 1948 : Docteur Laennec de Maurice Cloche
- 1949 : La cage aux filles de Maurice Cloche
- 1950 : Sans tambour ni trompette de Roger Blanc
- 1950 : Méfiez-vous des blondes de André Hunebelle
- 1951 : Trois femmes d'André Michel
- 1951 : Monsieur Leguignon lampiste de Maurice Labro
- 1952 : Une fille sur la route de Jean Stelli